# Liszkowo (powiat szczecinecki)
Liszkowo – wieś w Polsce położona w województwie zachodniopomorskim, w powiecie szczecineckim, w gminie Borne Sulinowo.

## Zabytki
- park pałacowy, pozostałość po  pałacu[4].